# I Do, I Do, I Do, I Do, I Do
"I Do, I Do, I Do, I Do, I Do" (Aceito) é uma canção do grupo pop sueco ABBA que se tornou o próximo hit do quarteto a fazer sucesso em todo o mundo depois de "Waterloo". Foi o segundo single a ser lançado no álbum ABBA, e uma das últimas músicas a ser gravada para o álbum. A canção foi escrita por Benny Andersson, Björn Ulvaeus e Stig Anderson e a performance ficou por conta de Agnetha Fältskog e Anni-Frid Lyngstad. Seu lançamento ocorreu em abril de 1975 com "Rock Me" no lado B.
A música foi gravada em 21 de fevereiro de 1975 na Glen Studio.

## História
O lançamento da canção veio logo após seu single anterior, "So Long", que teve um desempenho decepcionante em termos de gráficos e de vendas. Após o lançamento de "Waterloo", o ABBA estava tendo dificuldade de se estabelecer com um outro grande sucesso. Com uma melodia de saxofone empolgante em homenagem à música Schlager dos anos 1950, "I Do, I Do, I Do, I Do, I Do" tornou-se uma melhoria significativa nas paradas internacionais, apesar de pouco impacto na Grã-Bretanha. A popularidade da canção foi impulsionada, principalmente na Austrália, com o lançamento de um clipe promocional exibido na televisão. A canção, presumivelmente por causa de seu título tanto quanto o sentimento, é popular em casamentos e destaque no filme O Casamento de Muriel, quando a - grande fã do ABBA - personagem-título se casa.

## Recepção
"I Do, I Do, I Do, I Do" alcançou o primeiro lugar em vários países, mas foi na Austrália que se destacou como um dos maiores sucessos do ABBA e com os lançamentos de "Mamma Mia" e "SOS" logo em seguida, o grupo sueco permaneceu cerca de 14 semanas consecutivas nas paradas de sucesso australianas. A canção também foi sucesso na África do Sul e Nova Zelândia e atingiu o Top 5 na Noruega, Bélgica, Países Baixos, Áustria e Rodésia (todos em 1975). No início de 1976, o single alcançou a 15ª posição nos Estados Unidos. Uma exceção notável para o sucesso da música foi no Reino Unido, onde a canção ficou em 38° lugar. Assim, a direção musical tomada na canção não foi usada novamente por algum tempo. Foi também a única vez em que uma música do ABBA teve mais sucesso nos Estados Unidos do que na Grã-Bretanha. Em 5 de dezembro de 2010, uma pesquisa britânica chamada The Nation's Favourite Abba Song (A Canção do ABBA Favorita da Nação), colocou a canção na 23ª posição.

## Faixas
- A. "I Do, I Do, I Do, I Do, I Do"
- B. "Rock Me"

## Posições
| Parada musical (1973)             | Posição |
| --------------------------------- | ------- |
| Paradas musicais da Austrália     | 1       |
| Paradas musicais da Nova Zelândia | 1       |
| Paradas musicais da África do Sul | 1       |
| Paradas musicais da Suíça         | 1       |
| Paradas musicais da Bélgica       | 2       |
| Paradas musicais da Noruega       | 2       |
| Paradas musicais da Holanda       | 3       |
| Paradas musicais da Áustria       | 4       |
| Paradas musicais da Rodésia       | 5       |
| Espanha                           | 5       |
| Paradas musicais da Alemanha      | 4       |
| Paradas musicais do Canadá        | 12      |
| Paradas musicais da França        | 14      |
| Billboard Hot 100                 | 15      |
| Paradas musicais do Reino Unido   | 38      |